# Senegalia etilis
Espèce
Statut de conservation UICN

 VU B1+2c : Vulnérable
 (needs updating) 
Senegalia etilis est une espèce de plantes à fleurs de la famille des Fabacées présente en Bolivie et en Argentine.